# Bow Road (Metropolitano de Londres)
Bow Road é uma estação do Metrô de Londres localizada na Bow Road em Bow, Londres, Inglaterra. Ela fica nas linhas District e Hammersmith & City. A estação é interligada como um intercâmbio fora da estação com a estação Bow Church na Docklands Light Railway que fica a cerca de 300 metros de distância via Bow Road. As duas estações são classificadas como uma única estação para fins de emissão de bilhetes, bem como no Mapa do Metrô, mas ambas são gerenciadas separadamente.

## História
A estação foi inaugurada em 11 de junho de 1902 pela Whitechapel and Bow Railway (que mais tarde foi incorporada à linha District), com a Hammersmith & City line (então a Metropolitan line) seguindo em 1936.
A estação ferroviária de Bow Road da Great Eastern Railway, que fechou em 1949, ficava no lado oposto da Bow Road.
A propriedade da estação passou para o London Underground em 1950.